# Lodja
Lodja é uma cidade na região central da República Democrática do Congo. Após a Constituição de 2005, tornou-se parte da província Sancuru, sendo sua maior cidade. Segundo o censo de 2006, a cidade tinha 70.555 habitantes.